# 星際牛仔 (2021年電視劇)
《星際牛仔》（英語：Cowboy Bebop）是一部美國科幻網路電視影集，改編自日本漫畫家矢立肇的同名動畫，講述一群賞金獵人追捕銀河系最危險的罪犯，以合適的價格拯救世界。電視劇由安德烈·納梅克開發，周約翰、穆斯塔法·沙基爾、丹妮艾拉·皮內達、艾琳娜·莎婷及艾力克斯·哈塞爾主演。該劇共10集，於2021年11月19日在Netflix上播放。2021年12月，在第一季後取消本劇。

## 劇情
一群看似烏合之眾的賞金獵人在整個太陽系追捕罪犯，在賺錢之餘順便拯救世界。

## 演員

### 主要角色
- 趙約翰 飾 史派克·史比格（英语：Spike Spiegel）

又名“無懼”，出生在火星上的賞金獵人，有著暴力幫派活動的歷史以及廣泛的拳擊和射擊能力。演出這個角色時，趙約翰將他的頭髮留長，以模仿動畫版原作中史派克的樣子。
- 慕斯塔法·沙奇爾 飾 傑特·布萊克（英语：List of Cowboy Bebop characters#Jet Black）

史派克的搭檔，前太陽系刑事警察警探，以及畢波普號的船長，在一次拙劣的調查中失去了原本的手臂後，他裝上了義肢。
- 丹妮拉·皮內達 飾 菲·瓦倫坦（英语：List of Cowboy Bebop characters#Faye Valentine）

有賭博癮的賞金獵人和騙子，在太空船事故中假死54年後復活。
- 艾琳娜·莎婷 飾 茱莉亞（英语：List of Cowboy Bebop characters#Julia）

既聰明又美麗的蛇蠍美人。她與史派克和威夏斯之間有複雜的過去，是使他們兩人形成感情糾葛的對象。
- 艾力克斯·哈塞爾（英语：Alex Hassell） 飾 威夏斯（英语：List of Cowboy Bebop characters#Vicious）

史派克的死對頭，來自一個渴望權力的黑社會組織“紅龍幫”，在他們決裂之前是史派克最親密的朋友。
此外，名為查理和哈利（Charlie & Harry）的威爾斯柯基犬演員飾演愛因，一隻具有人類智力水準的狗。

### 常駐角色
- 塔馬拉·圖尼（英语：Tamara Tunie） 飾 安娜（Ana）

火星上一家地下爵士樂俱樂部的老闆，是史派克的代理母親。
- 梅森·亞歷山大·帕克（英语：Mason Alexander Park） 飾 葛蘭（英语：List of Cowboy Bebop characters#Gren）

為安娜工作的爵士音樂家，也是她的得力助手。該角色被重新想像為該節目的非二元性別角色。
- 艾拉·穆恩（Ira Munn）和露西·庫瑞（Lucy Currey）飾 潘奇與茱迪（英语：List of Cowboy Bebop characters#Punch and Judy）

賞金獵人公共節目《賞金獵人賞金榜》的二人組主持人。
- 吉歐夫·斯圖茲 飾 查默斯（Chalmers）

太陽系刑事警察的警探，與傑特的前妻結婚。
- 卡梅爾·麥格隆（Carmel McGlone）飾 山鷸（Woodcock）

傑特的線人。
- 瑞秋·豪斯（英语：Rachel House (actress)） 飾 毛

領導紅龍幫“白虎”家族的犯罪頭目。
- 安·圖昂（Ann Truong）和侯宣德（Hoa Xuande）飾 阿真（英语：List of Cowboy Bebop characters#Shin）與林（英语：List of Cowboy Bebop characters#Lin）

雙胞胎兄弟姐妹被聘為威夏斯的執法者。
- 約翰·諾伯 飾 卡利班（Caliban）

控制紅龍幫的三位長老之一。

### 客串角色
- 雅恩·烏汀（英语：Jan Uddin）和莉迪亞·佩克漢姆（Lydia Peckham）飾 艾西莫夫（Asimov）與凱特琳娜（Katerina）

一對逃離法律的浪漫情侶希望獲得高分以確保他們的未來。
- 卡利·內爾（Cali Nelle）飾 阿卜杜勒·哈金（Abdul Hakim）

使用“變臉器”隱藏真實容貌的盜賊殺手。
- 納撒尼爾·李斯（英语：Nathaniel Lees） 飾 壽司師傅（Sushi Chef）

史派克的線人。
- 艾德利安·巴比歐（英语：Adrienne Barbeau） 飾 瑪莉亞·莫達克（Maria Murdock）

一個為了保護自然而走極端的生態法西斯主謀。
- 韋德·威廉士 飾 費德（Fad）

傑特在太陽系刑事警察的前搭檔。
- 傑德·哈洛（Jade Harlow）飾 梅兒（Mel）

傑特雇來修理畢波普號及其老化發動機的維修員，他與菲有過一段短暫的浪漫之旅。
- 喬許·蘭達爾 飾 狂人皮耶洛（Pierrot Le Fou）

一個因密集的科學實驗而失去理智的刺客，讓他擁有一個虐待狂孩子的心態。
- 羅尼·庫克（Rodney Cook）聲演 泰迪·炸彈客（Teddy Bomber）

一個使用爆炸性泰迪熊來反抗政府和他所認為的腐敗資本主義社會的恐怖分子。
- 克莉斯汀·鄧福德（英语：Christine Dunford） 飾 惠特尼·哈吉斯·松本（Whitney Haggis Matsumoto）

一個冒充菲的“母親”的騙子，在她仍然處於冷凍睡眠狀態時發現了她。這個角色原本在動漫中是男性。
- 莫莉·莫里亞蒂（Molly Moriarty）飾 金美·布萊克（Kimmie Black）

傑特的女兒。
- 泰森·雷特（英语：Tyson Ritter） 飾 鐵貂男（The Iron Mink）

與惠特尼秘密結婚的惡名昭彰的星際軍火商。
- 比李斯·莫克洛亞（Blessing Mokgohloa）飾 桑帝亞戈（Santiago）

紅龍幫的組長之一。
- 詹姆斯·博之·廖 飾 田中連治（Rengie Tanaka）

一名被懸賞的犯罪組織首領。
- 伊登·帕金斯（Eden Perkins）飾 激進艾德（英语：List of Cowboy Bebop characters#Ed）

擅長駭客攻擊的過動神童。

## 集數
| 集數 | 標題           | 導演                       | 編劇                               | 上線日期       |
| --- | -------------- | -------------------------- | ---------------------------------- | -------------- |
| 1 | 牛仔福音曲     | 艾力克斯·賈西亞·洛培茲（Alex Garcia Lopez） | 克里斯多夫·約斯特                  | 2021年11月19日 |
| 2171年，賞金獵人史派克·史比格和傑特·布萊克阻撓了一場賭場搶劫未遂，導致一場嚴重破壞賭場的槍戰，並導致太陽系刑事警察（ISSP）從搶劫人員的賞金中扣除了高昂的維修費用。傑特對這項拙劣的工作讓他們的錢比以前少而感到憤怒，他獲得了新的賞金：追捕艾西莫夫·索羅沙恩和他的妻子凱特莉娜，他們最後一次被人看到前往新蒂華納（New Tijuana）出售偷來的“紅眼”藏品，一種致命的感覺增強藥物。這對夫婦還受到史派克的老幫派紅龍幫（Syndicate）和競爭對手賞金獵人菲·瓦倫坦的追捕，後者被凱特莉娜虐待的父親僱傭來送回她。最終，艾西莫夫被菲的子彈擊中身亡，而不願回到父親身邊的凱特莉娜選擇直接飛向警察自殺，而心煩意亂的史派克則在旁觀看。一名倖存的紅龍幫槍手向他的老闆威夏斯報告，後者在得知史派克的參與後殺死了他，並命令追捕他。 |                |                            |                                    |                |
| 2 | 金星流行樂     | 艾力克斯·賈西亞·洛培茲     | 西恩·卡明斯（Sean Cummings）                    | 2021年11月19日 |
| 在金星追捕被稱為“泰迪炸彈客”的恐怖分子時，史派克在紅龍幫刺客的企圖中倖免於難。史派克假裝想要麵條，偷偷拜訪了安娜，一個在他還是個孩子的時候把他撫養大的俱樂部老闆，並認為他已經死了，以獲取訊息。安娜警告他，他需要向傑特（前警察）透露他作為紅龍幫殺手的過去，並告訴他他曾經愛過的女人茱莉亞現在嫁給了威夏斯。經營紅龍幫的長老們發現威夏斯一直在未經許可與紅眼打交道，並強迫他參加對茱莉亞的模擬處決以作為懲罰。茱莉亞稱她的丈夫是個軟弱的人，因為他沒有向長老們挺身而出，他猛烈地掐住她的脖子並將她扔在地上。傑特和史派克找到了炸彈客並制伏了他，同時也阻止了炸彈爆炸；史派克自願留下，直到傑特可以領取賞金。安娜小心翼翼地偷聽威夏斯的執法者申和林告訴他，他的刺客甘瑟死於史派克之手。                         |                |                            |                                    |                |
| 3 | 天狼星搖擺樂   | 麥可·凱特曼                | 克里斯多夫·約斯特（Christopher Yost）＆西恩·卡明斯 | 2021年11月19日 |
| 在火星上，史派克和傑特追捕連環殺人犯阿卜杜勒·哈金，傑特試圖為女兒金美的生日尋找一個昂貴的會說話的娃娃。在調查過程中，他們發現來自地球的難民哈金殺死了他的受害者（他們都是富有的難民），因為他責怪他們讓他和他的父母死去，以便他們可以帶走他們的寵物。他偷狗殺了他們，但最終還是沒能扣動扳機。史派克和傑特說服哈金投降，但太陽系刑事警察警員隨後開槍打死了他，以避免支付他的賞金。當洋娃娃被意外損壞時，傑特轉而給了金美其中一隻狗，一隻名叫愛因的潘布魯克威爾斯柯基犬；由於對寵物徵收高額的奢侈稅，他的前妻拒絕接受這份禮物並強迫他收回。 與此同時，史派克在火星上找到了威夏斯的製藥廠，他用狙擊步槍向他的汽車的防彈窗射擊，向他的敵人發送訊息。                                                                 |                |                            |                                    |                |
| 4 | 木衛四靈魂樂   | 麥可·凱特曼                | 薇薇安·李（Vivian Lee）                      | 2021年11月19日 |
| 在參觀木衛三的歌劇院以尋找對她進行冷凍詐騙的騙子的線索時，菲遇到了一個生態恐怖組織木衛三解放陣線（Callisto Liberation Front），該組織威脅一家工業公司停止他們的地球改造活動，但無意中殺死了該公司的CEO用生化武器把人變成樹。史派克、傑特和菲聯手阻止木衛三上的小組向木衛三表面發射攜帶生化武器的導彈。當史派克和傑特阻止導彈發射時，菲追趕該組織的領導人瑪麗亞·莫達克，但在接到騙子惠特尼·哈吉斯·松本的電話後偏離了航線。當莫達克向木衛三發射她的最後一枚導彈時，菲改變了主意，犧牲了她的船來摧毀導彈，拯救了史派克和傑特。面對入獄的前景，莫達克的女兒哈里森使用生化武器殺死了自己和她的母親。史派克和傑特營救菲並邀請她加入菲的船員。茱莉亞要求安娜安排與紅龍幫組長毛的會面。                                  |                |                            |                                    |                |
| 5 | 暗面探戈       | 艾力克斯·賈西亞·洛培茲     | 麗茲·薩加爾                        | 2021年11月19日 |
| 在與史派克會面的五年前，時任太陽系刑事警察高級警探的傑特和他的搭檔費德追捕紅龍幫的同夥烏岱·塔辛（Udai Taxim），希望知道與他一起工作的太陽系刑事警察黑警的名字。傑特把烏岱逼到死路，但被擊中數槍並被遺棄。他活了下來，但隨後被誣陷為黑警並服刑五年。目前，畢波普號船員得知來自冥王星的一艘監獄船墜毀，數十名囚犯逃脫，其中包括烏岱。傑特離開史派克和菲去追求其他賞金（儘管他們最終在一天剩下的時間裡相互聯繫而不是工作），而他和費德重新團聚尋找烏岱。傑特終於追上了他，但費德殺死了他並透露他是真正的黑警。儘管知道他永遠無法徹底清除自己的名字，但傑特出於自衛殺死了他，並在警察到達之前離開了。 |                |                            |                                    |                |
| 6 | 二進位二步舞   | 麥可·凱特曼                | 卡爾·塔羅·格林菲爾德               | 2021年11月19日 |
| 傑特從他的維修員梅兒那裡得知畢波普號需要一個新的發動機部件。傑特的一名線人激進艾德（Radical Ed），向他發送了有關“賽巴巴”（Cy-Baba）的訊息，這是一項傳奇的賞金，艾德設法將其識別為朗戴茲（Londes）博士，他是一家致力於“釋放心靈”的診所的老闆；史派克展開調查並迅速落入朗戴茲的圈套，陷入虛擬現實迴圈中，茱莉亞試圖說服他放棄她，而朗戴茲卻在消耗他的注意力。賽巴巴的創造者凱貝克（Kayback）博士透露，殺死朗戴茲的唯一方法是摧毀它在地球上的主機，而梅兒幾乎無法修補畢波普號的引擎，傑特到達大型電腦，但很快發現它是不可穿透的。在最後一秒，菲用她的新磁軌槍射穿主機，救了史派克的生命。梅兒在敦促菲繼續尋找“她到底是誰”後離開了。史派克靜靜地拿著他和茱莉亞的照片，對自己承認他永遠不會放棄對她的感情。           |                |                            |                                    |                |
| 7 | 伽利略哈娑舞   | 艾力克斯·賈西亞·洛培茲     | 亞歷珊卓·E·哈特曼（Alexandra E. Hartman）              | 2021年11月19日 |
| 惠特尼拜訪了菲，並為她提供了一份在三島市（Santo City）的工作，以換取她的身份箱。她冒充菲的母親，說服傑特推出畢波普號來完成這項工作。抵達後，史派克和傑特認定惠特尼是通緝犯，但他們遇到了軍火商鐵貂男，後者威脅他們要交出畢波普號以保命。使用惠特尼戒指中的追踪訊號，史派克和傑特在城市周圍漫遊以引誘鐵貂男，而菲和惠特尼則去取回菲的身份箱。抵達倉庫後，菲在她和惠特尼被鐵貂男逼到絕境之前發現了她的VHS錄影帶形式的身份證明，但惠特尼用了一個安全詞來挽救他們的生命。惠特尼和鐵貂男親吻時，菲乘坐惠特尼的船離開。與此同時，威夏斯與毛和桑帝亞戈制定了他的計劃，以推翻紅龍幫的長老，但後來茱莉亞向毛提出了一個更大的出賣威夏斯的提議。回到畢波普號上，傑特播放了錄影帶，展示了年輕菲的家庭影像。                  |                |                            |                                    |                |
| 8 | 悲傷小丑阿哥哥 | 艾力克斯·賈西亞·洛培茲     | 賈維爾·格里羅-馬克沃奇             | 2021年11月19日 |
| 威夏斯猛攻地闖入了一個醫學中心，釋放了狂人皮耶洛（Pierrot LeFou），一個基因增強但討厭狗的瘋狂刺客，並僱用他殺死史派克以換取無限供應的紅眼。狂人伏擊並嚴重傷害了史派克，但在畢波普號船員逃脫之前愛因的出現阻止了他。史派克康復後，傑特從山鷸那裡得知史派克對他隱瞞了秘密。狂人侵入了愛因的神經系統，向史派克發送了一條訊息，讓他在一個廢棄的遊樂園小行星大地（Earthland）與他會面。 與此同時，威夏斯在單槍匹馬擊敗長老們接管紅龍幫之前，將桑帝亞戈斬首並殺死了毛。 畢波普號抵達地球附近，但史派克禁用了這艘船，以防止傑特和菲干擾他的戰鬥。史派克與狂人對峙並用一隻玩具狗分散了他的注意力，然後用飛刀刺傷了他的大腿，導致刺客在史派克將他送上太空之前哭了起來。                                                   |                |                            |                                    |                |
| 9 | 藍鴉華爾茲     | 麥可·凱特曼                | 珍妮佛·喬漢森                      | 2021年11月19日 |
| 在當前時間線之前，史派克和威夏斯是紅龍幫組長史泰格（Stax）的下屬，後者指派兩人去與海王星幫（Neptune Cartel）談判，但告訴史派克密切關注威夏斯，他是一位長老的兒子。當安娜的主要演員無法表演時，茱莉亞站在舞台中央，立即吸引了威夏斯並成為俱樂部的頭條新聞。威夏斯搞砸了海王星的交易，導致他與茱莉亞的關係變得緊張，而她與史派克的關係也越來越近。在威夏斯被標記為衝動謀殺一名海王星暴徒後，史派克奉命處決他，但對威夏斯感到虧欠，史派克繼續消滅海王星幫。然後他告訴茱莉亞他要離開紅龍幫的生活並想帶走茱莉亞，但當威夏斯手下伏擊並槍殺他時，他的計劃被挫敗，讓他掉入一條推定死亡的河中。 |                |                            |                                    |                |
| 10 | 超新星交響曲   | 麥可·凱特曼                | 克里斯多夫·約斯特                  | 2021年11月19日 |
| 威夏斯綁架了金美，將她扣為人質，關在一座廢棄的教堂。傑特和菲了解到，為了救出金美，他們必須用史派克交換她。不情願的史派克同意了。在教堂戰鬥後，威夏斯與史派克一決生死，茱莉亞背叛了史派克，她槍殺了史派克，導致他從教堂的玻璃上掉下來，並囚禁了威夏斯。傑特與金美重逢，後來因為史派克讓她的生命處於危險之中而拋棄了他。菲也離開去尋找關於她前世的答案。後來，一個名叫“激進艾德”的兒童駭客遇到了受重傷的史派克，他懸賞賞金來追捕“蝴蝶男”文森·佛拉裘（Vincent Volaju）。 |                |                            |                                    |                |

## 製作

### 發展
2017年6月6日，製片人馬提·安德爾斯坦與日昇公司間的合作夥伴明日製片室（Tomorrow Studios）將開發《星際牛仔》的美國真人改編版，日昇也是原作動畫的製作公司。克里斯多夫·約斯特被聘來擔任編劇。2018年11月27日，Netflix取得發行權，使改編作成為串流媒體影集。

### 選角
2019年4月4日，據《綜藝》報導，周約翰、穆斯塔法·沙基爾、丹妮艾拉·皮內達及艾力克斯·哈塞爾被選來分別飾演史派克·史比格、傑特·布萊克（Jet Black）、菲·瓦倫坦（Faye Valentine）和威夏斯（Vicious）。2019年8月22日，艾琳娜·莎婷將飾演茱莉亞（Julia）。2020年11月19日，Deadline Hollywood報導，吉歐夫·斯圖茲、塔馬拉·圖尼、梅森·亞歷山大·帕克（Mason Alexander Park）、瑞秋·豪斯、安·圖昂（Ann Truong）與侯宣德（Hoa Xuande）加入演出陣容。詹姆斯·池內·廖、比李斯·莫克洛亞（Blessing Mokgohloa）和莫莉·莫里亞蒂（Molly Moriarty）於2021年8月參演。2021年9月25日則加入了雅恩·烏汀、莉迪亞·佩克漢姆（Lydia Peckham）、艾德利安·巴比歐、羅尼·庫克（Rodney Cook）、艾拉·穆恩（Ira Munn）和露西·庫瑞（Lucy Currey）。卡利·內爾（Cali Nelle）被選來飾演阿卜杜勒·哈基姆（Abdul Hakim）。
動畫中的幾位原日本配音演員參與了真人改編，重新擔任日本配音版中各自的角色，並將增加數名新的配音員。史派克的日本配音員山寺宏一表示：「希望觀眾能看見周約翰演出我之前詮釋史派克一角時的氣場，他在此版本中巧妙地扮演了該角。我早就期待真人版了，能感受到該作對動畫的強烈尊重。」另外由於原作動畫中為傑特一角配音的石塚運昇已於2018年過世，改由楠大典擔任日語版配音。

### 拍攝
2019年10月，周約翰膝蓋受傷，導致製作推遲了約八個月。2020年4月17日，據悉劇集每集一小時，得以將故事講得更加深入，官方也有意製作第二季。2020年5月19日，製片人安德爾斯坦接受《SyFy Wire》採訪時透露，目前已經完成了三集，他們在周約翰受傷前至少拍攝了六集。在同一次採訪中，有消息稱動畫版的導演渡边信一郎將以創意顧問身份參與製作。然而，渡邊後來表示：「我讀了最初的概念並提供了個人意見，但不確定這些是否會反映在最終成品中。我別無選擇，只能祈禱並希望結果會好。另外，我沒有任何權利阻止《星際牛仔》，權利掌握在日昇手上，所以如果你想投訴些什麼，請向他們反饋吧。」根據《娛樂周刊》2021年10月12日的報導，渡邊被確認為顧問。他說：「就我而言，《星際牛仔》在全世界已紅了20多年，並將繼續向前邁進，可謂一份大驚喜及榮幸。」在紐西蘭政府批准後，因COVID-19疫情而停擺的製作在2020年9月30日恢復。拍攝於2021年3月15日正式宣告殺青。2021年8月，據透露，動畫原創作者矢立肇（日昇動畫團隊集體的化名）有意加入影集劇本的編寫。

## 音樂
菅野洋子為該劇的作曲家，創作的配樂〈坦克！〉作為片頭主題曲。

## 發行
該劇原定2020年發布，但因周約翰的受傷和COVID-19疫情而延期。後改定2021年11月19日上線Netflix。2021年12月，在播放後三周內，本劇被取消。

## 外部連結
- 互联网电影数据库（IMDb）上《星際牛仔》的资料（英文）